# Suzanne Courtal
Suzanne Courtal, nom de scène de Suzanne Couteau, est une actrice française née le 30 mars 1896 dans le 4e arrondissement de Paris et morte le 27 octobre 1978 à Sancerre.

## Filmographie

### Cinéma
- 1946 : Le Dernier Sou d'André Cayatte : la fausse cliente
- 1949 : Retour à la vie, sketch Le Retour de René de Jean Dréville : la concierge
- 1952 : Jeux interdits de René Clément : Mme Dollé
- 1952 : Elle et moi de Guy Lefranc : Marie, la tante de Jean
- 1955 : Les Aristocrates, de Denys de La Patellière : Marie Douillard
- 1961 : La Mort de Belle d'Édouard Molinaro
- 1961 : Les hommes veulent vivre de Léonide Moguy
- 1967 : Les Arnaud de Léo Joannon : Mme Bouvier, la logeuse

### Télévision
- 1962 : Les Cinq Dernières Minutes épisode 26 : La Mort d'un casseur de Guy Lessertisseur : Mme Vernejoux
- 1963 : L'Eau qui dort (Les Cinq Dernières Minutes no 28) de Claude Loursais : la femme du jardinier
- 1964 : Les Cinq Dernières Minutes, épisode  Sans fleurs, ni couronnes de Claude Loursais : Mme Henri
- 1965 : 22, avenue de la Victoire (mini-série) : Mme Moraldo
- 1970 : Maurin des Maures (épisode diffusé le 23 janvier 1970) : la mère
- 1973 : Là-haut les quatre saisons de Guy Lessertisseur

## Théâtre
- 1938 : Le Président Haudecœur, Théâtre de l'Odéon : Angéline Haudecœur